# John Taylor (dirkač)
John Taylor,  britanski dirkač Formule 1, * 23. marec 1933, Leicester, Anglija, Združeno kraljestvo, † 8. september 1966, Koblenz, Nemčija.
John Taylor je debitiral v sezoni 1964, ko je na domači dirki za Veliko nagrado Velike Britanije dosegel štirinajsto mesto. Prva in edina uvrstitev med dobitnike točk mu je uspela na svoji drugi dirki za Veliko nagrado Francije v sezoni 1966, ko je dosegel šesto mesto. Nato je dosegel še dve osmi mesti, na šesti dirki sezone za Veliko nagrado Nemčije pa je v prvem krogu doživel hudo nesrečo, ko je trčil z Jackyjem Ickxom. Za posledicami nesreče, v kateri je utrpel hude opekline, je mesec dni kasneje umrl v nemški bolnišnici.

## Popolni rezultati Formule 1
(legenda) (odebeljene dirke pomenijo najboljši štartni položaj, poševne pa najhitrejši krog, †-uvrščen kljub odstopu)
| Leto | Moštvo            | Šasija       | Motor           | 1   | 2   | 3     | 4    | 5     | 6       | 7   | 8   | 9   | 10  | Prv | Toč |
| ---- | ----------------- | ------------ | --------------- | --- | --- | ----- | ---- | ----- | ------- | --- | --- | --- | --- | --- | --- |
| 1964 | Bob Gerard Racing | Cooper T73   | Ford Straight-4 | MON | NIZ | BEL   | FRA  | VB 14 | NEM     | AVT | ITA | ZDA | MEH | -   | 0   |
| 1966 | David Bridges     | Brabham BT11 | BRM V8          | MON | BEL | FRA 6 | VB 8 | NIZ 8 | NEM Ret | ITA | ZDA | MEH |     | 20. | 1   |